# Minh Hải (tỉnh)
Minh Hải là một tỉnh cũ ở vùng Đồng bằng sông Cửu Long, Việt Nam. Địa giới hành chính tỉnh Minh Hải tương ứng với tỉnh Cà Mau ngày nay.